# Yabassi (peuple)
Pour les articles homonymes, voir yabassi et yabassi (langue).
Les Yabassi sont un groupe ethnique bantou du Cameroun situé majoritairement dans le département du Nkam de la région du Littoral, précisément dans la ville de Yabassi et dans la ville de Yingui.

## Ethnonymie
Selon les traditions orales, on peut rencontrer de multiples variantes de l'ethnonyme : Ya-Basi, Jabassi, 'Jabasi, Iabassi, Iabasi, Basi, Bassi, Mbassa, Ya-Mbassa, Nya-Mtan, Bakossi.

## Autres implantations géographiques
Depuis le début du XXe siècle, plusieurs milliers d'habitants émigrent dans un quartier de Douala, lui faisant donner le nom de Camp Yabassi.

## Culture
Les Yabassi sont rattachés au groupe plus large des peuples Sawa, avec lesquels ils partagent une  armature culturelle commune et se réunissent lors de cérémonies du Ngondo.

## Langue
Leur langue est le yabassi.  Mal connue, elle est à tort confondue avec la langue bassa dont elle dérive.